# AVERAGE FURY
『AVERAGE FURY』（アヴェレージ・フューリー）はDir en greyのPV集DVD。2005年6月29日発売。

## 解説
- Dir en greyのPV集としては、前作「鬼門」から約2年3か月ぶり。
- 収録曲は全9曲。シングル「CHILD PREY」「DRAIN AWAY」「かすみ」「THE FINAL」「朔-saku-」「鼓動」の6曲のPVと、ライブ映像を合成して作られた「Mr.NEWSMAN」「OBSCURE」「Machiavellism」の3曲となっている。
- 「朔-saku-」と「鼓動」のPVは、ビデオの内容からレコード会社から規制をかけられており、今作ではrestricted ver.として収録されている。ノーカットヴァージョンはこの作品の約1か月後にインディーズ流通でリリースされた『AVERAGE PSYCHO』で見ることが出来る。
- 映像特典として撮影風景、メイキングを収録。

## 収録曲
1. CHILD PREY
CGグラフィックが多用された作品。演奏シーン及びメンバー全員が戦闘機のような飛行物体を操縦している映像が交互に登場する内容。多少グロテスクなシーンもある。またオンエア用に、本作に収録されたものとは、わずかに内容が異なっているテイクも存在する。
2. Mr.NEWSMAN
2002年に上海・香港・台湾・韓国で行われたアジア公演「列島激震行脚2002 亜細亜 The Japanese Fxxker Family」での映像を編集して制作された内容となっている。
3. DRAIN AWAY
近未来的なメンバーの演奏シーンと、対照的に服装、髪型、情景など昭和の時代を思わせる男女の物語が同時進行していく内容になっている。
4. かすみ
排水溝の底のような場所から白塗りでほぼ全裸の奇人のような人々が地上に上がっていく。ちなみに映像の中でこの底のような場所に敷かれた水は本物。
5. OBSCURE-picture from BLITZ 5 DAYS-
今作はアルバム「VULGAR」に収録されているPVとは異なり、2003年に赤坂BLITZで行われた「BLITZ 5 DAYS」の映像を組み合わせたライブPVとなっている。ちなみにこのライブを収録した5枚組DVD「BLITZ 5 DAYS」がファンクラブ限定で発売されている。
6. THE FINAL
周囲を炎に囲まれた中でのメンバーの演奏シーンを中心とした内容。
7. Machiavellism
ライブDVD『TOUR04 THE CODE OF VULGAR[ism]』の映像を編集して制作されたライブPVとなっている。
8. 朔-saku- restricted ver.
ある少年が自分の親を殺すという内容の作品。殺害シーンや死体の描写などをはじめとした内容の過激さ、リアルさが物議を醸し、レコード会社が難色を示した為、メジャー流通である今作では、規制をかけて収録することとなった。
9. 鼓動 restricted ver.
メンバーの演奏シーンと、「朔-saku-」と話が連動した内容となっており、少年のその後を描いたものにもなっている。今作でも残酷であると思われる場面には規制をかけている。

## 参考
1. ↑  “AVERAGE FURY”.   Oricon. 2014年11月23日閲覧。